# Атанас Гърдев
Атанас Генов Гъ̀рдев (14 октомври 1896 – 16 март 1964) е български фаготист, тромпетист и музикален педагог.

## Биография

### Семейство
Роден е на 14 октомври 1896 г. в Стара Загора. Баща му е майор Гено Гърдев, син на бакалин от Мраченик, Карловско. Убит е по време на Междусъюзническата война през 1913 г. Майка му е Ташка Славова, дъщеря на дребен еснаф от Стара Загора.

### Образование и военна служба
Първоначалното си образование получава в Казанлък, София и Стара Загора. През 1906 г. чиракува при придворния фотограф Иван Карастоянов. Член е на хора при храма „Св. Крал“. С него участва в откриването на паметника „Цар Освободител“ в София. През 1908 г. е хорист в хора на гимназията в Стара Загора, където участва при изнасянето на фрагменти от оперите „Травиата“, „Пикова дама“ и „Тробадур“. Диригент на хора е Тодор Пъндев. През 1910 г. участва като флейтист в същия хор. От 1911 г. постъпва като музикален ученик в музиката на гвардейския полк. Първият му учител по флигорна е капелмайсторът Алоис Мацак. От 1914 г. започва да учи фагот при капелмайстора Венцеслав Кауцки. През последната година от редовната си военна служба взима с изпит първата година в Държавното музикално училище в София. На 19 юли 1915 г. се уволнява от военна служба и записва като частен ученик втора година в музикалното училище.
През септември 1915 г. е мобилизиран в Четвърти Македонски полк, преименуван по-късно на Шестдесет и втори пехотен полк, част от Единадесета пехотна македонска дивизия. Служи като музикант-подофицер и Щаб-сигналист до края на Първата световна война. Същевременно взима изпитите си в музикалното училище за втори и трети курс. Награден е с орден „За храброст“, IV степен за разузнаване на брод на река Черна при Возарци. След демобилизацията през 1918 г. продължава следването си в Държавното музикално училище, служи в оркестъра на гвардейския полк в София като свръхсрочен музикант-подофицер и ръководи хора при храма „Св. София“.
През 1920 г. завършва Държавното музикално училище в София при Никола Стефанов. След това постъпва като фаготист в театър „Ренесанс“. По-късно заминава за Стара Загора, където работи като учител в Първа смесена прогимназия, ръководител е на детската музикална китка „Родни звуци“ и свири на флейта в оркестъра на киното при дружество „Тракия“.
През 1923 г. разнася пароли и мобилизационни назначения в навечерието на Септемврийското въстание. Арестуван е и прекарва 58 дни в Старозагорския окръжен затвор. След освобождаването му през ноември 1923 г. до януари 1924 г. е учител. След това получава паспорт и заминава за Чехословакия, за да продължи музикалното си образование в Консерваторията в Прага, която завършва през 1929 г. Там учи фагот при Долейш и Фюнгер и композиция при Карел.. По време на следването си свири на тромпет и флейта, преподава уроци по цигулка и тромпет на деца. Членува в дружество „Левски“ в Прага и в студентския „Интернационален певчески хор“, на който е диригент между 1926 и 1929 г.

## Музикална кариера
След като се завръща в България, на 5 септември 1929 г. постъпва в оркестъра на Софийската народна опера. Заедно с това е стажант в Трета образцова девическа гимназия при Васил Мирчев и Петър Бояджиев. Напуска оперния оркестър и през 1931 – 1932 г. е учител в Трънската мъжка гимназия. Негов ученик в Славчо Трънски, ръководи и граждански хор. През 1933 г. по покана на главния диригент Моисей Златин, се връща в оперния оркестър. В него остава до 1937 г. Същевременно с това е лектор по фагот и тромпет в Държавната музикална академия, член е на Софийския духов квинтет и е диригент на хора от слепи девици в квартал Лозенец. След напускането на оперния оркестър постъпва в Царския военен симфоничен оркестър. В него участва като солист-фаготист. Като част от оркестъра е награждаван с български, хърватски и румънски ордени. След последната обиколка из Македония през 1942 г. напуска оркестъра и заминава за Самоков, където е гимназиален учител по музика. Ръководи и граждански хор. През 1943 г. по настояване на Петко Стайнов е командирован в Държавната музикална академия като редовен гимназиален учител. През 1945 – 1946 г. свири в Държавния симфоничен оркестър при Дирекцията на радиоразпръскването.
Чрез конкурс през 1946 г. е назначен за редовен доцент по фагот и тромпет в Държавната музикална академия. През 1947 г. е избран за професор, а през 1947 – 1948 г. назначен за ректор на Консерваторията. От 1950 г. е ръководител на катедрата по духови инструменти.
Атанас Гърдев почива в София на 16 март 1964 г.

## Отличия и награди
- 1916 г. – Награден е с орден „За храброст“, IV степен;
- Награден е с орден „Кирил и Методий“, I степен;
- Удостоен е със званието Заслужил артист на Народна република България.[5]